# Храм Светог Василија Острошког на Доњој Трусини
Храм Светог Василија Острошког на Доњој Трусини је храм Српске православне цркве који се налази у општини Берковићи у Републици Српској, БиХ. Црква припада митрополији дабробосанској.
Црква је саграђена 1936. године. У околини цркве, налази се српско православно гробље. Гробље и црква су накнадно ограђени 2004. године.